# Stanhopea nigripes
Stanhopea nigripes là một loài lan đặc hữu của Peru.

## Hình ảnh

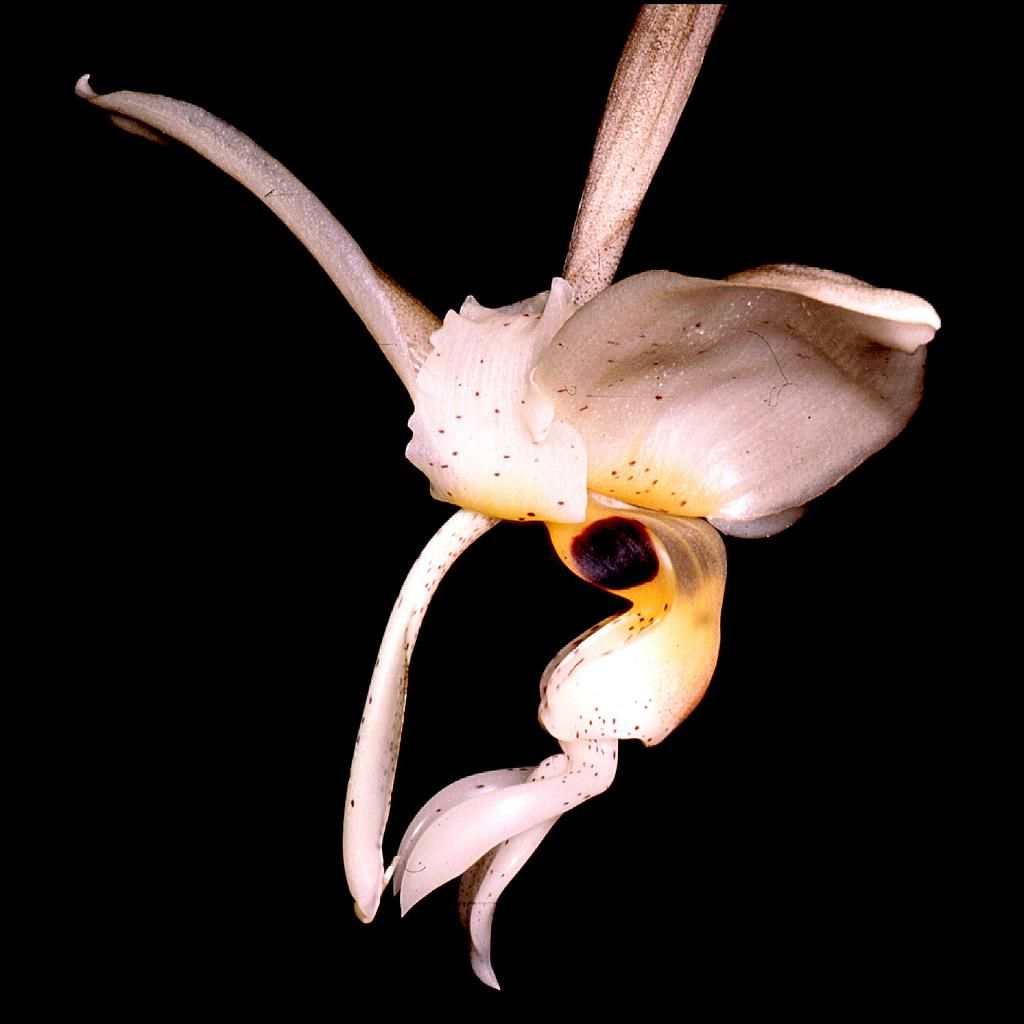